# Abou Hafs (Crète)
Pour les articles homonymes, voir Abou Hafs (homonymie).

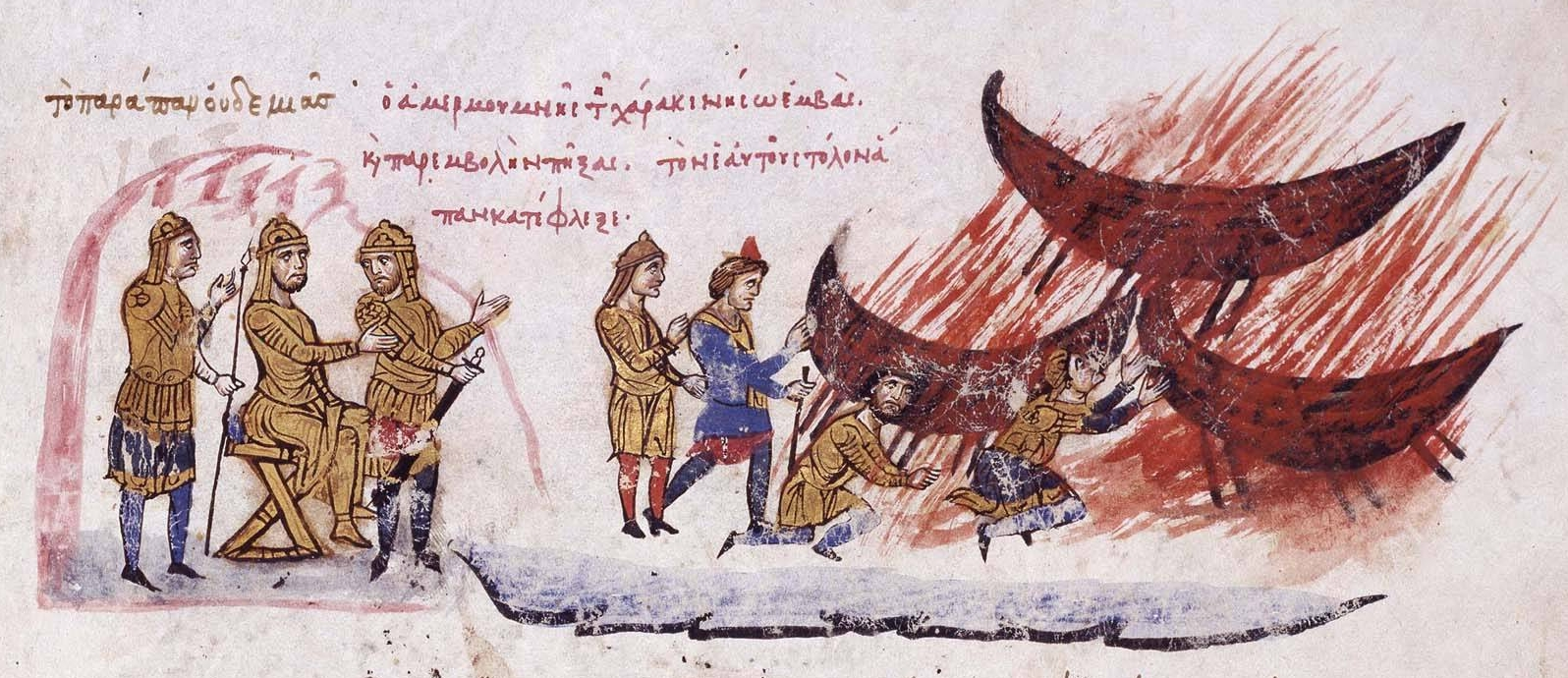
Abou Hafs ordonne l'incendie des bateaux après avoir atteint la Crète (fin XIIe siècle, Chronique de Skylitzès de Madrid).

Abou Hafs (en arabe أبو حفص) puis al-Iqritishi (« le Crétois »), et dans les sources en grec Apohapsis (Ἀπόχαψις), est d'abord un pirate barbaresque muladi puis le premier émir de Crète principalement actif entre 816 et 827.
Après un soulèvement raté à Cordoue en 818 contre l'émir Al-Hakam Ier, les muladi de la ville sont exilés. Certains s'installent à Fès, tandis qu'un autre groupe de près de 15 000 hommes avec femmes et enfants se dirige vers Alexandrie. Profitant des troubles locaux, ce groupe, qui désigne Abou Hafs comme chef, prend la cité en 816. 
Chassé d'Alexandrie, le groupe se dirige vers la Crète byzantine. Accostant au cap Charax dans le golfe de la Messará, il se dirige vers le nord, toujours sous la conduite d'Abou Hafs. Dans les années qui suivent, la Crète est entièrement prise, des contre-attaques byzantines sont repoussées, et un émirat est établi.